# Phạm Ứng Mộng
Phạm Ứng Mộng là một quan đại thần dưới triều đại nhà Trần. Ông từng giữ đến chức Hành khiển.

## Thân thế và sự nghiệp
Phạm Ứng Mộng vốn người huyện Thanh Miện, đất Hồng Châu (Hải Dương ngày nay), thuộc dòng dõi của danh tướng Phạm Tu, người được xem là thủy tổ của dòng họ Phạm.
Đại Việt sử ký toàn thư có đoạn:
Mùa đông, tháng 10, ban tiền cho Phạm Ứng Mộng, bảo tự hoạn để vào hầu.
Trước đó, vua nằm mơ đi chơi thấy thần nhân chỉ một người bảo vua: "Người này có thể làm hànnh khiển". Tỉnh dậy, không biết là người nào.
Một hôm tan buổi chầu, vua ngự ra ngoài thành, thấy một người con trai theo học ở cửa nam thành, hình dáng giống hệt người trong mộng, Vua gọi đến hỏi, người đó ứng đối giống như những lời trong mộng. Vua muốn trao cho chức hành khiển, nhưng thấy khó, mới cho 400 quan tiền bảo tự hoạn, ban tên là Ứng Mộng. Sau này thăng dần đến chức hành khiển. Đó là bằt chước lệ cũ của triều Lý, dùng Lý Thường Kiệt và Lý Thường Hiến vậy.
Khi gặp vua Trần Thái Tông, Phạm sinh đang là một học trò theo học ở phía Nam thành Thăng Long. Vì trùng với dáng hình trong mộng của vua mà dần lên ngôi cao Hành khiển. Chọn người mà dựa vào mộng để rồi thăng đến chức cao trong hàng quan viên của vua Trần Thái Tông là một trường hợp hiếm gặp trong lịch sử Việt Nam.